# Datovoc Tongeren
Datovoc Tongeren is een Belgische volleybalclub uit Tongeren. 

## Historiek
De club werd opgericht in 1967 onder de naam Tongerse Volleybalclub (TOVOC) en sloot zich aan bij de KBVBB onder het stamnummer 711. De clubkleuren waren in deze periode oranje en zwart en er werd in seizoen 1967-'68 gestart in 1e provinciale Limburg. In seizoen 1971-'72 degradeerde de club naar de 2e provinciale afdeling van deze provincie, om in seizoen 1978-'79 (zonder nederlaag) terug te keren naar het hoogste provinciale niveau. Kort daarop volgde de promotie naar derde nationale, alwaar de club twee seizoenen actief was. In seizoen 1982-'83 werd er een intense strijd om de titel gespeeld in deze reeks met VC Rekem, die in het voordeel van deze laatste werd beslecht. Door een algemeen forfait en twee testwedstrijden kon TOVOC na dat seizoen evenwel toch promoveren naar 2e nationale. 
In april 1984 fusioneerde TOVOC met Volleybal Initia Hasselt tot HATOVOC, waardoor de club de grootste club (qua leden) werd van België. In deze periode werd door de club onder meer het Eurowintercircuit georganiseerd, waarbij de wereldtop uit het damesvolleybal naar Limburg werd gehaald. In seizoen 1985-'86 werd vervolgens de promotie afgedwongen naar Eredivisie. In 1990 ging de club opnieuw haar eigen weg onder de naam DATOVOC Tongeren. Acht jaar later, in 1998, doet de eerste naamsponsor zijn intrede bij de club en volgt een hernoeming van het team naar Isola Tongeren. In 2002 werd de club vervolgens hernoemd naar Eburon Tongeren en in 2005 naar Euphony Tongeren.
In 2019 vond er een fusie plaats voor de A-teams met Jaraco As. Dit fusieteam neemt deel aan de competitie onder de naam Ladies Volley Limburg As-Tongeren. De B-teams van beide clubs, alsook de jeugdafdelingen, bleven actief onder hun oude naam.

## Team
| Nummer | Naam                   | Grootte | Nationaliteit    | Positie         |
| ------ | ---------------------- | ------- | ---------------- | --------------- |
| 2      | Marta Sobolska         | 1,81 m  | Polen            | hoek/receptie   |
| 3      | Anne Moors             | 1,76 m  | België           | libero          |
| 4      | Laurine Vinkesteyn     | 1,86 m  | Nederland        | middenspeelster |
| 5      | Katrien Gielen         | 1,80 m  | België           | hoek/receptie   |
| 6      | Stephanie Vanbree      | 1,80 m  | België           | hoek/receptie   |
| 7      | Tara Lauwers           | 1,80 m  | België           | spelverdeelster |
| 8      | Lore Van de Vonder     | 1,81 m  | België           | spelverdeelster |
| 9      | Natalie Wouters        | 1,83 m  | België           | middenspeelster |
| 10     | Lotte Penders          | 1,85 m  | België           | oppositie       |
| 11     | Ingrid Hanson Tuntland | 1,83 m  | Verenigde Staten | middenspeelster |
| 12     | Tara Daerden           | 1,81 m  | België           | hoek/receptie   |

## Palmares[3][4]

### Nationaal
- Eredivisie

 landskampioen (7×): 1994, 1995, 2002, 2003, 2004, 2005 & 2007
 tweede (3×): 1989, 1996 & 2000
 derde (1×): 2008
- 2e Provinciale Limburg:

 kampioen (1×): 1979
- Beker van België

 winnaar (6×): 1992, 1994, 2000, 2003, 2004 & 2005
 finalist (7×): 1979, 1989, 1996, 1997, 1998, 1999 & 2016
- Belgische Supercup

 winnaar (1×): 1998, 2003, 2004 & 2007

### Internationaal
- Top Teams Cup

Derde (2×): 2004 & 2005
vierde (2×): 2002 & 2006

## Bekende (ex-)speelsters
- Freya Aelbrecht
- Olga Barinova
- Maria Bertelli
- Iris Bleyen
- Corinne Cardassay
- Tara Daerden
- Katrien De Decker
- Hanne De Haes
- Manjola Deliallisi
- Frauke Dirickx
- Virág Domokos
- Jana Drštková
- Saara Esko
- Dita Gálíková
- Lore Gillis
- Veronica Gomez
- Sofie Hawinkel
- Ellen Hilven
- Arianne Horemans
- Gwendoline Horemans
- Svetlana Ilić
- Irina Jeleznova
- Charlotte Krenicky
- Edyta Kubarko
- Grit Lehmann
- Maria Likhtenshtein
- Ester Lowette
- Evelien Martens
- Sofie Moons
- Liesbeth Mouha
- Joke Rommens
- Lyudmyla Savchenko
- Anja Sliwinska
- Kato Snauwaert
- Titia Sustring
- Marta Szczygielska
- Séverine Szewczyk
- Maja Vahen
- Anna Valkenborg
- Stephanie Van Bree
- Liesbet Van Breedam
- Anja Van Damme
- Mireille Vanoorsterhout
- Ellen Verheyden
- Jolien Wittock